# 1952년 하계 올림픽 다이빙
제15회 하계 올림픽 다이빙 경기는 1952년 핀란드 헬싱키에서 열렸다. 